# Ophrestia pinnata
Ophrestia pinnata là một loài thực vật có hoa trong họ Đậu. Loài này được (Merr.) Verdc. miêu tả khoa học đầu tiên.